# Ekaterini Tanu
Ekaterini Tanu (gr. Αικατερίνη (Κατερίνα) Θάνου; ur. 1 lutego 1975 w Atenach) – grecka sprinterka, medalistka igrzysk olimpijskich, mistrzostw świata, mistrzyni Europy.
W swojej karierze odniosła liczne sukcesy w międzynarodowych imprezach, m.in.:
- 1. miejsce podczas Halowych Mistrzostw Europy w Lekkoatletyce 60 metrów (Sztokholm 1996)
- złoty medal Uniwersjady 100 metrów (1997 Sycylia)
- złoty medal Igrzysk Państw Basenu Morza Śródziemego 100 metrów (1997 Bari)
- srebrny medal Igrzysk Państw Basenu Morza Śródziemego w sztafecie 4 x 100 metrów (1997 Bari)
- 3. miejsce podczas Mistrzostw Europy w Lekkoatletyce 100 metrów (Budapeszt 1998)
- 5. miejsce podczas Mistrzostw Europy w Lekkoatletyce w sztafecie 4 x 100 metrów (Budapeszt 1998)
- 1. miejsce podczas Halowych Mistrzostw Świata w Lekkoatletyce 60 metrów (Maebashi 1999)
- 3. miejsce podczas Mistrzostw Świata w Lekkoatletyce 100 metrów (Sewilla 1999)
- 1. miejsce podczas Halowych Mistrzostw Europy w Lekkoatletyce 60 metrów (Gandawa 2000)
- 1. miejsce podczas Pucharu Europy w lekkoatletyce 100 metrów (Gateshead 2000)
- 1. miejsce podczas Letnich Igrzysk Olimpijskich 100 metrów (Sydney 2000), po dyskwalifikacji Marion Jones MKOL zdecydował o odebraniu Amerykance złota, jednocześnie nie przyznając drugiej na mecie Tanu złota z uwagi na afery dopingowe z udziałem Greczynki
- 2. miejsce podczas Mistrzostw Świata w Lekkoatletyce 100 metrów (Edmonton 2001)
- 6. miejsce podczas Mistrzostw Świata w Lekkoatletyce w sztafecie 4 x 100 metrów (Edmonton 2001)
- 1. miejsce podczas Mistrzostw Europy w Lekkoatletyce 100 metrów (Monachium 2002)
- 4. miejsce podczas Mistrzostw Świata w Lekkoatletyce 100 metrów (Paryż 2003)

W 2004 została jeszcze mistrzynią kraju, ale formy nie było, a wielkimi krokami zbliżały się kolejne Igrzyska Olimpijskie tym razem w stolicy Grecji - Atenach, a Tanu jedna z niewielu greckich sportsmenek rozpoznawalnych na całym świecie miała bronić medalu sprzed 4 lat „na swoim terenie”.
Jednak dzień przed rozpoczęciem igrzysk wybuchł skandal - Tanu (razem z czołowym greckim sprinterem - Konstandinosem Kenderisem) nie stawili się na kontrolę antydopingową. Aby zatuszować sprawę sfingowali wypadek motocyklowy, jednak mistyfikacja się nie udała i IAAF zdyskwalifikował oboje lekkoatletów. Po dyskwalifikacji wróciła jeszcze na bieżnię, jednak nigdy nie na ten poziom sportowy jaki prezentowała wcześniej - największym osiągnięciem po powrocie jest 6. miejsce podczas Halowych Mistrzostw Europy (Birmingham 2007).
W 2011 została uznana przez grecki sąd winną składania fałszywych zeznań w sprawie domniemanego wypadku motocyklowego w 2004.

## Osiągnięcia sportowe

### Igrzyska olimpijskie
| Miejsce | Dzień       | Rok  | Miejscowość | Konkurencja        | Czas biegu | Strata | Zwycięzca   |
| ------- | ----------- | ---- | ----------- | ------------------ | ---------- | ------ | ----------- |
| 23.     | 26 lipca    | 1996 | Atlanta     | bieg na 100 m      | 11,48 s    | -      | Gail Devers |
| 1.      | 23 września | 2000 | Sydney      | bieg na 100 m      | 11,12 s    | -      | -           |
| 13.     | 29 września | 2000 | Sydney      | sztafeta 4 x 100 m | 43,53 s    | -      | Bahamy      |

### Mistrzostwa świata
| Miejsce | Dzień       | Rok  | Miejscowość | Konkurencja        | Czas biegu | Strata   | Zwycięzca               |
| ------- | ----------- | ---- | ----------- | ------------------ | ---------- | -------- | ----------------------- |
| 9.      | 7 sierpnia  | 1995 | Göteborg    | bieg na 100 m      | 11,09 s    | -        | Gwen Torrence           |
| 9.      | 3 sierpnia  | 1997 | Ateny       | bieg na 100 m      | 11.34 s    | -        | Marion Jones            |
| 9.      | 8 sierpnia  | 1997 | Ateny       | sztafeta 4 x 100 m | 43,15 s    | -        | Stany Zjednoczone       |
| 3.      | 22 sierpnia | 1999 | Sewilla     | bieg na 100 m      | 10,84 s    | + 0,14 s | Marion Jones            |
| 13.     | 28 sierpnia | 1999 | Sewilla     | sztafeta 4 x 100 m | 44,68 s    | -        | Bahamy                  |
| 2.      | 6 sierpnia  | 2001 | Edmonton    | bieg na 100 m      | 10,91 s    | + 0,09 s | Żanna Pintusewicz-Block |
| 6.      | 11 sierpnia | 2001 | Edmonton    | sztafeta 4 x 100 m | 43,25 s    | + 0,93 s | Niemcy                  |
| 3.      | 24 sierpnia | 2003 | Paryż       | bieg na 100 m      | 11,03 s    | + 0,10 s | Torri Edwards           |
| 10.     | 29 sierpnia | 2003 | Paryż       | sztafeta 4 x 100 m | 43,81 s    | -        | Francja                 |

### Mistrzostwa Europy
| Miejsce | Dzień       | Rok  | Miejscowość | Konkurencja        | Czas biegu | Strata   | Zwycięzca       |
| ------- | ----------- | ---- | ----------- | ------------------ | ---------- | -------- | --------------- |
| 19.     | 7 sierpnia  | 1994 | Helsinki    | bieg na 100 m      | 11,68 s    | -        | Irina Priwałowa |
| 10.     | 13 sierpnia | 1994 | Helsinki    | sztafeta 4 x 100 m | 44,77 s    | -        | Niemcy          |
| 3.      | 19 sierpnia | 1998 | Budapeszt   | bieg na 100 m      | 10,87 s    | + 0,14 s | Christine Arron |
| 5.      | 22 sierpnia | 1998 | Budapeszt   | sztafeta 4 x 100 m | 44,01 s    | + 1,42 s | Francja         |
| 1.      | 7 sierpnia  | 2002 | Monachium   | bieg na 100 m      | 11,10 s    | -        | -               |
| 9.      | 10 sierpnia | 2002 | Monachium   | sztafeta 4 x 100 m | 44,04 s    | -        | Francja         |

### Igrzyska śródziemnomorskie
| Miejsce | Dzień      | Rok  | Miejscowość | Konkurencja        | Czas biegu | Strata   | Zwycięzca |
| ------- | ---------- | ---- | ----------- | ------------------ | ---------- | -------- | --------- |
| 1.      | 16 czerwca | 1997 | Bari        | bieg na 100 m      | 11,13 s    | -        | -         |
| 2.      | 18 czerwca | 1997 | Bari        | sztafeta 4 x 100 m | 43,07 s    | + 0,38 s | Francja   |

### Halowe mistrzostwa świata
| Miejsce | Dzień   | Rok  | Miejscowość | Konkurencja  | Czas biegu | Strata | Zwycięzca   |
| ------- | ------- | ---- | ----------- | ------------ | ---------- | ------ | ----------- |
| 7.      | 7 marca | 1997 | Paryż       | bieg na 60 m | 7,15 s     | -      | Gail Devers |
| 1.      | 7 marca | 1999 | Maebashi    | bieg na 60 m | 6,96 s     | -      | -           |

### Halowe mistrzostwa Europy
| Miejsce | Dzień     | Rok  | Miejscowość | Konkurencja  | Czas biegu | Strata   | Zwycięzca       |
| ------- | --------- | ---- | ----------- | ------------ | ---------- | -------- | --------------- |
| 1.      | 9 marca   | 1996 | Sztokholm   | bieg na 60 m | 7,15 s     | -        | -               |
| 4.      | 28 lutego | 1998 | Walencja    | bieg na 60 m | 7,23 s     | + 0,09 s | Melanie Paschke |
| 1.      | 27 lutego | 2000 | Gandawa     | bieg na 60 m | 7,05 s     | -        | -               |
| 6.      | 4 marca   | 2007 | Birmingham  | bieg na 60 m | 7,26 s     | + 0,14 s | Kim Gevaert     |

### Najlepszy wynik w sezonie
(Stadion)

#### 100 m
| Rok  | Wiek    | Wynik | Miejsce   | Data        | Wynik na świecie |
| ---- | ------- | ----- | --------- | ----------- | ---------------- |
| 1995 | 20 lat  | 11,09 | Göteborg  | 7 sierpnia  | 10               |
| 1997 | 22 lata | 11,13 | Bari      | 16 czerwca  | 15               |
| 1998 | 23 lata | 10,87 | Budapeszt | 19 sierpnia | 4                |
| 1999 | 24 lata | 10,83 | Sewilla   | 22 sierpnia | 3                |
| 2000 | 25 lat  | 10,91 | Lozanna   | 5 lipca     | 2                |
| 2001 | 26 lat  | 10,91 | Edmonton  | 6 sierpnia  | 2                |
| 2002 | 27 lat  | 11,05 | Monachium | 7 sierpnia  | 7                |
| 2003 | 28 lat  | 11,03 | Paryż     | 24 sierpnia | 6                |
| 2004 | 29 lat  | 11,21 | Ateny     | 10 czerwca  | 31               |

## Rekordy życiowe
- 60 metrów - 6,96 (1999) Rekord Grecji, 6. wynik w historii światowej lekkoatletyki
- 100 metrów – 10,83 (1999) Rekord Grecji